# Pietro Caucchioli
Pietro Caucchioli (født 28. august 1975) er en italiensk tidligere professionel cykelrytter.